# اليوسي
أبو علي الحسن بن مسعود بن محمد اختصارًا نور الدين اليوسي (ولد عام 1040هـ/1636م - توفي في ذو الحجة 1102 هـ/ 1691م) عَلمٌ من أعلامِ المغرب وفقيهٌ مالكي صوفي، وأديبٌ ذاع صيته وشاعت كتبه حتَّى نُعِتَ بغزالي عصره.
عرف اليوسي بنفسه في كتابه «المحاضرات» بقوله: «أنا الحسن بن مسعود بن محمد، بن علي بن يوسف، بن أحمد بن إبراهيم، بن محمد بن أحمد بن علي بن عمرو بن يحيى بن يوسف، وهو أبو القبيلة، بن داود بن يدراسن بن ينتتو، فهذا ما بعد من النسب»
- كان مسقط رأس اليوسي بإحدى القرى بجبل ملوية من قبيلة ايت يوسي
- ويكنى اليوسي: أبو علي، وأبو المواهب، وأبو السعود، وأبو محمد.
جاء في «معلمة المغرب»: «ينتمي الحسن اليوسي إلى قبيلة آيت يوسي التي تندرج تحت لواء اتحادية آيت يدراسن الصنهاجية النازحة من أعالي ملوية إلى شمال غربي الأطلس المتوسط، ولد حوالي 1040هـ/1631م»
- من أسرة محافظة دَيِّنة،
كان والده رجلا صالحا، لم يكن من رجالات العلم والفكر، وإنما كان معروفا بالصلاح والتقوى، ذكر اليوسي شهادة في حق والده بقوله: «فاعلم أن أبي مع كونه رجلا أميا، كان رجلا متدينا، مخالطا لأهل الخير، محبا للصالحين، زوارا لهم، وكان أعطي الرؤية الصالحة، وأعطي عبارتها، فيرى الرؤيا، ويعبرها لنفسه، فتجيء كفلق الصبح»
- تعرض اليوسي لصدمة نفسية إثر وفاة والدته، وهو لا يزال صغيرا، غير أن هذه الواقعة رغم وقعها السلبي في نفسيته، إلا أنها كان لها أثر إيجابي في مساره العلمي، وقد عبر عن هذا التحول بقوله: "ثم توفيت والدتي، فتنكرت علي الأرض وأهلها، قال الشاعر:

وكان ذلك سبب الفتح، فألقى الله في قلبي قبول التعليم"
- التحق بكُتّاب القرية لحفظ القرآن الكريم على عادة أطفال المغاربة وقتئذ.
جاء في «معلمة المغرب»: «ولم ينفرط العقد الثاني من عمره حتى انطلق -على عادة معاصريه من أهل الطلب- ليخوض غمار الرحلة، ويطوف على أهم المراكز العلمية في كل من سوس ومراكش ودكالة ودرعة وتافيلالت والأطلس المتوسط..»
- وكان ذلك رفقة معلمه أبي إسحاق الحداد.
- تميزت سنواته الأولى بفقدانه لأمه ولحنانها مما قاده إلى اللجوء إلى الدراسة
- عثر فجأة ذات يوم على كتاب مخطوط يروي سيرة ابن الجوزي (وهو حنبلي متعصب لمذهبه وكتب عنه ابن الشيب في كتابه: “دراسة الشخصيات الواردة بإجازة الشيخ عبد القادر الفاسي”). والغريب المثير أن مؤلفات ابن الجوزي هذا كانت تدرس في كل جوامع سوس ومدارسه العتيقة في نفس الفترة حسب ما ذكره عبد الرحمن التمنارتي في «الفوائد الجمة».
- عثور اليوسي الفتى الطالب للعلم على هذا الكتاب، فقادته قراءته ودراسته إلى التأمل والتفكير، مما دفعه على المستوى العملي إلى زيارة مجموعة من أضرحة الأولياء والشرفاء الصالحين المعروفين في كل من ميسور وطاكيا حيث يوجد قطب هؤلاء كلهم وهو أبو إيعزى الذي أثارت كراماته الكثيرة والمتنوعة الية وسي الفتى اليافع حينئذ.

## نشأته وطلبه للعلم
وُلد نور الدين اليوسي في عام 1040هـ - 1630م، وتلقى العلم بالزاوية الدلائية، وتنقل في الأمصار، فأخذ العلم عن علماء سجلماسة ودرعة وسوس ومراكش ودكالة، واستقر بفاس مُدرساً، واشتهر. حتى قال العياشي «صاحب الرحلة» فيه: «من فاته الحسن البصري يصحبه؛ فليصحب الحسن اليوسي يكفيه».
بدأ اليوسي تحصيله العلمي منذ صباه، فقد بعث به والده إلى الكتاب لحفظ القرآن، غير أن خجله الشديد كان يمنعه من حضور مثل هذه المجالس، حتى توفيت والدته كما سبق، هذه الوضعية دجفعته إلى الإقبال على تلقي مبادئ العلم مع شيخه أبي إسحاق بن يوسف الحداد اليوسفي، الذي كان يوجهه إلى كتب الرقائق وأخبار الصالحين، حيث مَكَّنَهُ من مجموع «المورد العذب وبحر الدموع» لابن الجوزي، حيث قال: «فكنت أنظر فيه حكايات الصالحين كأويس القرني، وإبراهيم بن أدهم، وإبراهيم الخواص وغيرهم، فانتقشت تلك المآثر في عقلي، ووقعت حلاوتها في قلبي»
هذا الأساس التربوي و  الروحي الذي تشبع به اليوسي منذ صباه،  سينعكس لا محالة على شخصيته العلمية،  يحكي عن نفسه ما خُصَّ به من الإمكانات التي شكلت شخصيته العلمية، قوله: «وكانت قراءتي كلها أو جلها فتحا ربانيا، ورزقت ولله الحمد قريحة وقادة وفطنة ذكية، فكنت بِأدنى سماع وأدنى أخذ ينفعني الله»
 ولما ارتبط بالزاوية الدلائية، أخذ عن كبار علمائها، كأحمد بن عمران الفاسي، ومحمد بن أبي بكر الدلائي وغيرهم، «فنشأ رحمه الله في العلم بحرا زاخر العباب، وشمسا منيرة في سائر الآفاق، وكان معظم قراءته بالزاوية، فيها أورى زنده، واشتعلت جذوته، وظهر في مضمار الأذهان تبريزه»
وكان للفقيه الفاضل أبي عبد الله محمد الحاج مزيد اعتناء به، لما رأى له من البراعة في العلوم والتمهر في الفنون، حتى قيل بأنه تضلع في العلوم العقلية وبرز فيها على أبناء وقته، وبلغ من خلال كتابه بالقول الفصل في الفرق بين الخاصة والفصل، درجة الشيخ سعد الدين التفتازاني، والسيد الجرجاني وأضرابهما، بحيث يقبل من كلام العلماء ويرد، وسأله يوما سائل بدرسه عن مسالة فقال له: اسمع ما لم تسمعه من إنسان، ولا تجده محررا في ديوان، ولا تراه مسطرا ببنان، وإنما هو من مواهب الرحمان"
 ولقد وصفه الشيخ الإفراني بآخر العلماء، بل خاتمة الفحول من الرجال، حتى كان بعض أشياخنا يقول: هو المجدد على رأس هذه المائة، لما اجتمع فيه من العلم والعمل، بحيث صار إمام وقته وعابد زمانه، ولذلك قال الإمام أبو سالم العياشي فيه:

## تكوينه الصوفي
تعد البيئة التي نشأ فيها أبو الحسن اليوسي عاملا مساعدا في تشبع هذا الأخير بثقافة صوفية روحية، فقد وجهه الشيخ أبو إسحاق اليوسفي منذ صغره إلى الارتباط بأعلام الولاية عن طريق تمكينه من كتاب «المورد العذب وبحر الدموع» لابن الجوزي، الذي كان يضم حكايات الصالحين ومناقبهم، هذا بالإضافة الطابع الأسري الذي كان يحياه أبو الحسن داخل بيئته الخاصة، إذ كان والده من رجالات الصلاح، محبا لأهل الخير من الأولياء والصلحاء، معروفا بفراسة صادقة لا تخطئ، كل ذلك كان له نوع أثر في تشكيل شخصية صوفية أخلاقية متزنة، كان لها كبير وقع على ثقافة العصر.
  
ومن العلامات البارزة التي صاحبت أبى الحسن اليوسي، وطبعت شخصيته الصوفية، تلك المظاهر الراسخة في الممارسة الصوفية، والمتعلقة بزيارة أضرحة الصالحين، منذ  صغره، مما يبرز قوة حضور الثقافة الصوفية داخل البيئة التي كان يقطن فيها، حيث قال لما أثم ختم القرآن،: «رجعت لبلادنا فذهبت لزيارة الولي الصالح سيدي أبي يعزى، وقد وقع في سمعي أن الناس يطلبون الحوائج عنده، فحضر في عقلي ثلاث حوائج: العلم، والمال، والحج، وذلك مبلغ عقلي في صغري، فحصل لي ذلك ولله الحمد»، وقد حدث في كتابه المحاضرات عن أسلافه، أن ثلاثة من صلحاء الغرب قد جرب عندهم قضاء الحاجات: الشيخ عبد السلام بن مشيش، والشيخ أبو يعزى يلنور، والشيخ أبو سلهام، ولا شك وأن تلك الزيارات كانت تحرك في وجدان اليوسي نوعا من الشعور بالمكانة الخاصة التي يتنزلها الأولياء في سلم الترقي، حتى أصبحوا محلا للبركة، ونماذج يتوسل بصلاحها لقضاء الحاجات.
 
وإذ تشكل الزاوية بمنطقها التربوي الأخلاقي عاملا رئيسا في ترسيخ الوعي الصوفي ممارسة وتدريسا،  فقد كانت الطرق الصوفية في عصر اليوسي مراكز شامخة للتأطير العلمي، ونشر القيم الإنسانية من خلال نماذج تربوية مؤثرة -بكيانها الأخلاقي- في المجال المغربي، وذلك استجابة للبيئة العامة المميزة لطبيعة المجتمع، التي يغلب عليها البساطة والوضوح، والتركيز على ما تحته عمل، أو ما كان باعثا على العمل، لذلك نجد المشرب الشاذلي الذي استمد عناصره من مدرسة الإمام الجنيد، له حضور داخل صوفية المغرب، وفي بيئة اليوسي على الخصوص، لذلك نجده يعرف التصوف بهذا المشرب الأخلاقي بقوله: «وأخصر التعريفات ما قاله الشيخ زروق رضي الله عنه: العمل لله بما يرضى من حيث يرضى»
ويذكر من خلال فهرسته الأسانيد الشاذلية التي ينتسب إليها شيخه سيدي محمد بن ناصر الدرعي الذي كان عمدته في الطريق الصوفي، قال الإفراني: «وأما علم الباطن فعمدته فيه هو الإمام أبو عبد الله بن ناصر الدرعي، هو طبيب علته ومبرد غلته، قال في الفهرسة: وهذا الشيخ هو الذي أخذنا عنه العهد والورد، وإليه ننتسب، وكل من نذكره سواه، فإنه على طريق انتفاع ما... وقد أذن له في تلقين الأوراد نيابة عنه، فكان يلقنها في حياته، فهرع الناس إليه وأقبلوا إليه يزفون، ووقع له من إقبال الخلق عليه ما لم يعهد مثله»
وكانت الزاوية الدلائية مجال تكوين شخصية اليوسي علميا وتربويا، بل كانت له عناية خاصة من طرف رئيسها الفقيه الفاضل أبو عبد اله محمد الحاج، الذي كان عنده بالحظوة التامة.

## شيوخه
اعترافا وإقرارا من اليوسي بفضل شيوخه عليه خَلَّد تراجمهم في فهرسة؛ فاعتذر لمن فاته ذكره بسبب طول العهد بينه وبينه، فَطواه النسيان، وفي ذلك يقول: «ثم المراد ذكر من ظهر بخصوصية وفضيلة، لا كل من استفدنا منه شيئا إذ لا نحصيه، بل كثير ممن حصل لنا منه ضبط القرآن أو تجويده في زمن الصغر لم نذكرهم لكثرتهم، ومنهم من لم نثبت عليه أو على اسمه، جزى الله جميعهم خيرا، وجمعنا وإياهم في حظيرة القدس عند النظر إلى وجهه الكريم، مع الذين أنعم الله عليهم آمين..».
وفي الفصل الأول من «الفهرسة» أتى اليوسي على الترجمة الوافية لشيوخ التعلم، وهكذا بلغ عدد الأشياخ المترجم بهم في «الفهرسة» واحدا وعشرين شيخا، مع ذكر جماعة أخرى من الشيوخ ممن حصل الانتفاع بهم، والاكتفاء بالدعاء لهم بالرحمة والغفران.
يقول الأستاذ عبد الله المرابط الترغي في عرض «فهرسة اليوسي»: «ذكر شيوخه المغاربة الذين أخذ عنهم، واعتمد عليهم في الدرس والتكوين، ويسمِّي منهم تسعة شيوخ، كل منهم اشتهر أمره بفاس، وانشغل بالتدريس والتأليف، في مقدمتهم: والده محمد بن إدريس العراقي، والقاضي أبو الحسن علي الشدادي، والمحدث أبو القاسم ابن سليمان، ومحمد ميارة الصغير، وابن زكري، وأبو الحسن الحريشي، وأبو العباس بن مبارك اللمطي، وابن عبد السلام بناني..».
وقد أحسن الهشتوكي صنعا فذكر طائفة من المعلومات تتصل بالشيوخ والمراكز العلمية التي تردد عليها اليوسي بالجنوب المغربي خصوصا لطول ملازمته لأستاذه اليوسي، ويمكن تقسيم هذه المراكز العلمية إلى:
- مركز  دكالة: وقد صحب هناك شيخه محمد بن إبراهيم الهشتوكي.
- بلاد ركراكة: ومن شيوخه هناك: عبد الله بن أحمد بن رحال، ومحمد بن موسى، وأبو جمعة بن مسعود، وسعيد بن عبد القادر الركراكيون.
- بلاد سوس: أخذ عن أبي زيد التمنرتي عن الشيخ عبد الله بن المبارك الأقاوي عن الولي الصالح سيدي إبراهيم بن محمد عن والده سيدي محمد بن إبراهيم عالم جزولة وقطبها.
- مركز تيزنيت: أخذ فيه عن الشيخ أبي عبد الله محمد بن عبد القادر الرافع نسبه إلى الشيخ عبد القادر الجيلاني.
- جزولة/إيليغ:  وأخذ عن أعلامها كالقاضي الشيخ أبي عبد الله محمد بن سعيد بن عبد الله السملالي، والشيخ أبي محمد عبد الله بن سعيد السملالي، والشيخ أبي الحسن علي بن عبد الله أخ الشيخ إبراهيم بن عبد الله، والشيخ الأديب اللغوي أبي سلطان عبد العزيز اليعقوبي، وعن الشيخ عبد الله بن يعقوب السملالي وعلي بن أحمد الرسموكي.
- تارودنت: وعلى رأسها أبو زيد القاضي عبد الرحمن التمنرتي.
- الزاوية الناصرية: حيث التحق للتتلمذ على يد القطب ابن ناصر الدرعي، وحصل له من بركته ما عليه الآن يرى من سره.
- الزاوية الدلائية: وأخذ عن أعلامها محمد بن عبد الرحمن بن أبي بكر الدلائي وأبي عمرو بن محمد بن أبي بكر.
- هذا بالإضافة إلى من لقيهم من الشيوخ من بلاد سجلماسة أبي العباس أحمد الدراوي إمام القصبة السجلماسية، وقاضي سجلماسة أيضا الفقيه المشارك محمد بن عبد الله الحسني ودرعة وفاس وباقي المناطق الأخرى، وتذاكر مع غير هؤلاء كالشيخ أبي محمد عبد القادر الفاسي والشيخ أبي عبد الله محمد بن سعيد السوسي المرغيثي وغيرهم يضيق المقام بتقصيهم جميعهم.

جاء في «معلمة المغرب» عن تتلمذه على باقي الشيوخ ممن لم يذكر من قبل ما يلي: «فتتلمذ في رحلته تلك لأبي بكر التطافي وأبي العباس الدراوي وأبي فارس عبد العزيز الفيلالي، ولقاضي الجماعة أبي مهدي عيسى السكتاني وللفقيه أبي عبد الله محمد بن إبراهيم. وقد مكنته رحلته وأخذه عن هؤلاء الجهابذة من لفت أنظار بعض الساسة إليه وهو في تلك السن المبكرة. فلم يكن من الغريب أن يسند بودميعة، أمير سوس يومئذ، إلى اليوسي في أثناء رحلته الثانية إلى تلك الجهة كرسي الأستاذية في تارودانت، وهو لم يتجاوز بعد العشرين. وانتقل المترجَم من سوس التي أخذ بها هذه المرة عن عبد العزيز الرسموكي إلى درعة حيث كانت الزاوية الناصرية بتامكروت في طور نشأتها، فتفرغ للأخذ عن شيخها أبي عبد الله ابن ناصر بعض العلوم التي كان قد بدأ النهل منها، وأعجب بذلك الشيخ وبطريقته في التلقين أيما إعجاب، فانتفع به ظاهرا وباطنا على حد قوله..
ولم تنصرف أعوام الستين حتى انتقل بعد ذلك إلى الزاوية الدلائية، حيث جمع بين الطلب والأستاذية، تلك الزاوية التي مكث بها حوالي عشرين سنة، وكان لها يومئذ صيت عظيم.. وهناك قضى أزهى فترات عمره، وأخذ بها عن بعض الفطاحل من العلماء كأحمد بن عمران الفاسي ومحمد بن محمد بن أبي بكر الدلائي.. وقبل أن يلقي عصا التسيار بجهة زايان، زار فروع الزاوية الناصرية بالشمال، ومر ببني زروال، ثم استقر بالقرب من خنيفرة حيث أسس زاوية خلفون على وادي أم الربيع، وعكف بها على تدريس العلم وتلقين الوِرد، وعلى الرغم مما لاقى من قبول، حيث تكاثر تلاميذه ومريدوه، فإن استقراره لم يطل بها .. فتوجه إلى مدينة مراكش وتصدر للتدريس بجامع الشرفاء حيث استمر على ذلك المنوال طوال خمس سنين وهي أطول فترة يقضيها مستقرا..».

## تلامذته
اشتهر من تلاميذ أبي المواهب الحسن بن مسعود اليوسي كل من:
- أحمد بن محمد بن ناصر الدرعي الذي اشتهر في فن الحديث،
- ومحمد بن يعقوب الولالي،
- وعلي بن محمد بن عبد الرحمن المعروف بالمراكشي الأقاوي الأصل وقد أخذ عنه العربية والفقه والفرائض والحساب،
- والحسن بن علي الهلالي وكان مجتهدا في التعليم والتعلم،
- وأحمد بن حمدان التلمساني المحدث،
- ومحمد الصغير الفاسي بن عبد الرحمن بن عبد القادر الفاسي،
- وأبي عبد الله بن زاكور،
- وعبد الوهاب بن محمد بن الشيخ،
- وعبد الكريم بن علي التدغي،
- وعلي بن عبد الرحمن الدرعي،
- وأحمد الشدادي.

ومن بين تلامذته الذين أصبحوا من فحول العلماء:
- أبو سالم العياشي
- أبو الحسن النوري
- أحمد بن مبارك
- أبو عبد الله التازي،
- أحمد الولالي
- محمد العربي القادري
- محمد بن عبد السلام بناني
- أبو عبد الله بن زاكور وقد ذكر  في مدحه: «فلازمت منه بحرا زاخرا ونظمت من نفيس فوائده لؤلؤا فاخرا... وأبان لي عن وجوه خزائن الأدب وفروعه...»
- الحسن بن رحال المعداني،

وتجدر الإشارة إلى أن فضل العلامة اليوسي على طلبة العلم ،وأهله لم يقتصر على داخل المغرب بل كذلك خارجه، ومثال ذلك على سبيل الذكر لا الحصر هو أنه قد استدعي من قبل فئة من علماء صفاقس طرابلس الغرب أثناء إقراره أداء مناسك الحج عام 1101هـ أي قبل وفاته بسنة لإعطاء الإجازة واستجاب لهذا الطلب. وأقام العلامة اليوسي بطرابلس الغرب وأجاز هؤلاء العلماء كما طلبوا بتاريخ يوم  24 شعبان عام 1101هـ.

## مواقفه السياسية
عاش أبو الحسن اليوسي في ظل القلاقل التي عرفها المغرب بعد ضعف الدولة السعدية، وتقسيم البلاد خلال الفترة الانتقالية بين دولة السعديين ودولة العلويين.
في عهد المولى الرشيد، كانت العلاقة بين السلطان وبين أبي الحسن اليوسي تتسم بالاحترام المتبادل، والولاء للسلطة، وقد اقترح عليه القضاء والفتوى فرفض ذلك، ولم يجبره على قبول الأمر، لما عرف من سيرة المولى الرشيد من حبه للعلماء ومجالستهم وإكرامهم، فكان أبو الحسن من ضمن مَن شملتهم العناية السلطانية.
أما في عهد المولى إسماعيل كان اليوسي من بين العلماء الذين وافقوا على بيعته إثر وفاة أخيه الرشيد ، بل كانت للشيخ مراسلات عديدة مع المولى إسماعيل أبدى من خلالها النصح لأمير المؤمنين، ونبهه إلى مواطن الضعف في الدولة، والتي أجملها في الرسالة الموسومة ب «براءة اليوسي»، من منطلق العالم الواعي بمسؤولية العلماء داخل المجتمع، وواجبهم في إبداء النصح للسلطان إذا ظهر في الدولة ما يستدعي مساهمتهم في إصلاح شؤون الدولة، مع ما يقتضيه واجب النصح من شروط الأدب واحترام المنزلة، وحسن الطوية، وهو يعبر عن هذا الشعور بقوله: «فإنا أمرنا بمحبة أهل بيت نبينا، فنحن نحبهم على الدوام والاستمرار، ولا سيما سلطان المسلمين الذي هو ظل الله في الأرض».
ولم يكن لهذه العلاقة في إبداء واجب النصح أن تتأثر بين اليوسي والمولى إسماعيل، لما يعلم هذا الأخير من صدق الرجل ووفاءه لمسؤوليته العلمية، وواجبه الأخلاقي في رد الأمور إلى نصابها.

## وفاته
وتوفي -رحمه الله- كما ذكر القادري: «عقب قفوله من الحج يوم الإثنين خامس عشر ذي الحجة متم عام اثنين ومائة وألف (1102هـ)، ودفن بإزاء داره بموضع يعرف بقرية تمزيزيت بقرب صفرو على أقل من مرحلة من فاس، ونقل بعد نحو عشرين سنة إلى موضع آخر هنالك فوجد كما دفن-رضي الله عنه-على ما حكي»  

## أشعرية اليوسي
1. يقول اليوسي في حاشيته على عقيدة السنوسي انتصارا للمذهب الأشعري الذي كتب له الانتشار في كثير من بقاع العالم الإسلامي عامة، وشمال إفريقيا خاصة : «ولا خفاء أن بقاء طريق الأشاعرة إلى آخر الدهر، واضمحلال غيرها من الطرق من أقوى الأمارات على أنها الحق، وأنها التي عليها النبي المصطفى-صلى الله عليه وسلم- وأصحابه، ثبتنا الله عليها حالا ومآلا، وجميع المؤمنين بها بمنه ورأفته».
2. اهتم اليوسي بعلم الكلام على سنن من تقدمه من مفكري عصره، وتناوله في مؤلفاته موجزا تارة ومفصلا أخرى، وبخاصة في «القانون» و«الحاشية» و«البدور»، ومما أورده في «الحاشية» قوله: «قال: وأما ما يحكى عن بعض المبتدعة كالحشوية وغيرهم؛ من أن النظر في علم التوحيد حرام، فلا يخفى فساده وضلال معتقده لكل عاقل، إذ هو مصادم للكتاب والسنة وإجماع المسلمين الذين يعتد بهم، وأما ما يخلطون به، أن الصحابة رضي الله عنهم لم يتكلموا فيه فكذب منهم وافتراء.. قال بعض العلماء: من قدح في علم التوحيد فقد أنكر القرآن والسنة؛ إذ أدلته مأخوذة منهما، وقد ذكر أهل البيان حقيقة المذهب الكلامي فقالوا: هو إيراد حجة للمطلوب على طريقة أهل الكلام..قال وأول من أنكر المذهب الكلامي الجاحظ من المعتزلة، قال الشيخ ابن عرفة: وكذب الجاح؛ إذ أكثر حجج أهل الكلام مستنبطة من القرآن العظيم..وقال البرزلي: فإن قلت هو-يعني علم الكلام- من محدثات الأمور ولم ينظر فيه السلف فلا ينبغي أن يخوض فيه الخلف وربما أعقب المراء والجدال والشبهات. قلت: بل نظر فيه السلف قطعا منهم: عمر بن الخطاب-رضي الله عنه- وابنه عبد الله وابن عباس حبر الأمة وعلي رضي الله عنهم، ومن التابعين عمر بن عبد العزيز وربيعة وابن هرمز ومالك والشافعي، وألف فيه مالك رسالته قبل أن يؤلف الشيخ الأشعري؛ لأنه من مناهج الأولين ومحض موارد البراهين، ولم يحدث فيه بعد السلف إلا مجرد الألقاب والاصطلاحات وقد حدث ذلك في كل فن من فنون العلم.. قال: وقول القائل نَهَوا عن النظر فيه باطل، وإنما نهوا عن علم جهم والقدرية وغيرهم من أهل البدع، وهم الذين ذمهم الشافعي وغيره من السلف من المحدثين.. وقال اليفرني عن القرافي: رأيت لأبي حنيفة جوابا عن كلام كتب به إليه مالك: إنك لتتحدث في أصول الدين، وإن السلف الصالح لم يكونوا يتحدثون في الدين. فأجاب: بأن السلف لم تكن ظهرت البدع في زمانهم فلذلك تركوه، وفي زماننا ظهرت البدع، فلو سكتنا عن الجواب عنها لكنا مقرين لها فافترق الحال.. وقال الشيخ سعد الدين في شرح النسفية: وبالجملة فهو-يعني الكلام- أشرف العلوم لكونه أساس الأحكام الشرعية، ورئيس العلوم الدينية، وكون معلوماته العقائد الإسلامية، وغايته الفوز بالسعادة الدينية والدنيوية، وبراهينه الحجج القطعية المؤيد أكثرها بالأدلة السمعية. قال: وما نقل عن السلف من الطعن فيه والمنع منه، فإنما هو للمتعصب في الدين، والقاصر عن تحصيل اليقين، والقاصد إفساد عقائد المسلمين، والخائض فيما لا يفتقر إليه من غوامض المتفلسفين، وإلا فكيف يتصور المنع عما هو أصل الواجبات وأساس المشروعات..وبالجملة، فشرف كل علم إنما هو بشرف معلومه، ولما كان معلوم هذا العلم أشرف المعلومات، كان هو أشرف العلوم..»

## وفاته
ذهب نور الدين اليوسي إلى الحج في عام 1102هـ - 1691م، ثم عاد إلى بادية المغرب فمات في قبيلته، ودفن في تمزرنت بمزدغة.

## مؤلفاته
ألف العلامة اليوسي كتبا عديدة تجاوزت الأربعين مؤلفا بعضها ما زال مخطوطا. من تلك المصنفات:
1. المحاضرات «في الأدب».
2. منح الملك الوهاب فيما استشكله بعض الأصحاب من السنة والكتاب.
3. قانون أحكام العلم.
4. زهر الأكم في الأمثال والحكم. «لم يكمله، وله نسخة في خزانة الرباط».لم يكمله طبع في الدار البيضاء سنة 1401هـ
5. حاشية على شرط السنوسي.
6. نيل الأماني في شرح التهاني.
7. الكوكب الساطع في شرح جمع الجوامع «لم يكمله، وقال عنه صاحب الصفوة: لو أكمل هذا الكتاب لأغنى عن جميع الشروح».
8. قانون أحكام العلم وأحكام العالم وأحكام المتعلم - ط) ويقال (قانون العلوم) رتبه على ثلاثة أبواب وخاتمة في أحكام العلم وأحكام المتعلم وفوائد في معنى ذلك.طبع ب فاس 1310 هـ و 1315 هـ وطبع سنة 2003 م ب دار المدار الإسلامي - بيروت تحقيق جمعة الفيتوري
9. حاشية على الكبرى للسنوسي) - مطبوع باسم الحاشية على عمدة التوفيق، سنة 2003 م دار المدار الإسلامي - بيروت تحقيق جمعة الفيتوري
10. نفائس الدرر في حواشي شرح «المختصر»  في المنطق - طبع سنة 2003 م ب دار المدار الإسلامي - بيروت تحقيق جمعة الفيتوري
11. القصيدة الدالية – ط
12. نيل الأماني من شرح التهاني - ط وهي قصيدة نظمها تهنئة لشيخه أبي عبد الله محمد بن ناصر الدرعي وشرحها - طبعت القصيدة وشرحها في مطبعة الكوكب الشرقي الإسكندرية سنة 1291هـ والمطبعة الميمنية 1332 هـ
13. ديوان شعر - ط بفاس
14. مشرب العام والخاص من كلمة الإخلاص في تفسير كلمة لا إله إلا الله): كتاب في علم التوحيد، طبع ب فاس 1327هـ
15. منح الملك الوهاب فيما استشكله بعض الأصحاب من السنة والكتاب - خ) ويقال (فتح الوهاب فيما استشكله بعض الأصحاب من السنة والكتاب) في الرباط (618 جلاوي). كتاب في علم التفسير، مخطوط بالخزانة الوطنية.
16. تذكرة الغافل
17. حاشية على «تلخيص المفتاح»  للسكاكي
18. الدر المصون
19. القول الفصل في الفرق بين الخاصة والفصل
20. فهرسة لشيوخه
21. الكوكب الساطع في شرح جمع الجوامع) ويقال (البدور اللوامع في شرح جمع الجوامع) في أصول الفقه للسبكي، لم يكمله، قال صاحب الصفوة: لو كمل هذا الشرح لأغنى عن جميع الشروح
22. عقد جواهر المعاني في مناقب الغوث عبد القادر الجيلاني: في علم التصوف.
23. منظومة في العبادات، توجد مخطوطة بالخزانة العامة، في علم الفقه.
24. كتاب فيما يجب على المكلّف أن يعرفه من أُصول الدين وفروعه
25. رسالة على قول خليل في «المختصر»: وخصصت نية الحالف
26. رسائل أبي علي الحسن بن مسعود اليوسي)، تأليف فاطمة القبلي.